# Barrera de aire
Una barrera de aire controla el escape de aire dentro y fuera de la envolvente del edificio. Los productos de barrera del aire pueden tomar varias formas: 
- Membranas mecánicamente atadas, también conocidas como housewraps; normalmente una poliolefina de fibra de polietileno o no tejida hilada, como el Tyvek, se acepta generalmente que es una barrera a la humedad  y al aire (ASTM E2178).
- Membranas auto-adheridas,  son típicamente también una barrera resistente al agua y una barrera al vapor.
- Membranas de aplicación de fluidos, como las pinturas de cuerpo pesado o los recubrimientos, incluyendo  materiales basados en s y basados en asfálticos.
- Espuma de poliuretano de célula cerrada de densidad  media aplicada en espray, que típicamente además proporciona aislamiento.
- Algunas espumas de poliuretano de aplicación enespray de célula abierta, que son de densidad alta.
- Boardstock, que incluye el contrachapado de 12 mm o OSB, poliestireno extruido  de 25 mm, etc.

Las barreras de aire se dividen en barreras  materiales del aire, accesorios de barrera del aire, componentes de barrera del aire, ensamblajes de barrera del aire y sistemas de barrera del aire.